# География Вайоминга
Американский штат Вайоминг находится в субрегионе Горные штаты на западе США и имеет разнообразную географию. Он граничит с Монтаной на севере и северо-западе, Южной Дакотой и Небраской на востоке, Айдахо на западе, Ютой на юго-западе и Колорадо на юге. Вайоминг является наименее населённым штатом США и имеет вторую самую низкую плотность населения после Аляски.
Западная половина Вайоминга покрыта в основном хребтами и пастбищами Скалистых гор, в то время как восточная половина штата представляет собой высокогорные прерии, называемые Высокими равнинами. Она более сухая и ветреная, чем остальная часть страны, разделена между семиаридным и континентальным климатом с большими экстремальными температурами. Почти половина земли в Вайоминге принадлежит федеральному правительству и, как правило, защищена для общественного пользования. Штат занимает шестое место по площади и пятое место по доле земель штата, принадлежащих федеральному правительству. Федеральные земли в Вайоминге включают два национальных парка (Гранд-Титон и Йеллоустон), две национальные зоны отдыха, два национальных памятника, несколько национальных лесов, исторических мест, рыбоводных заводов и заповедников.

## Климат

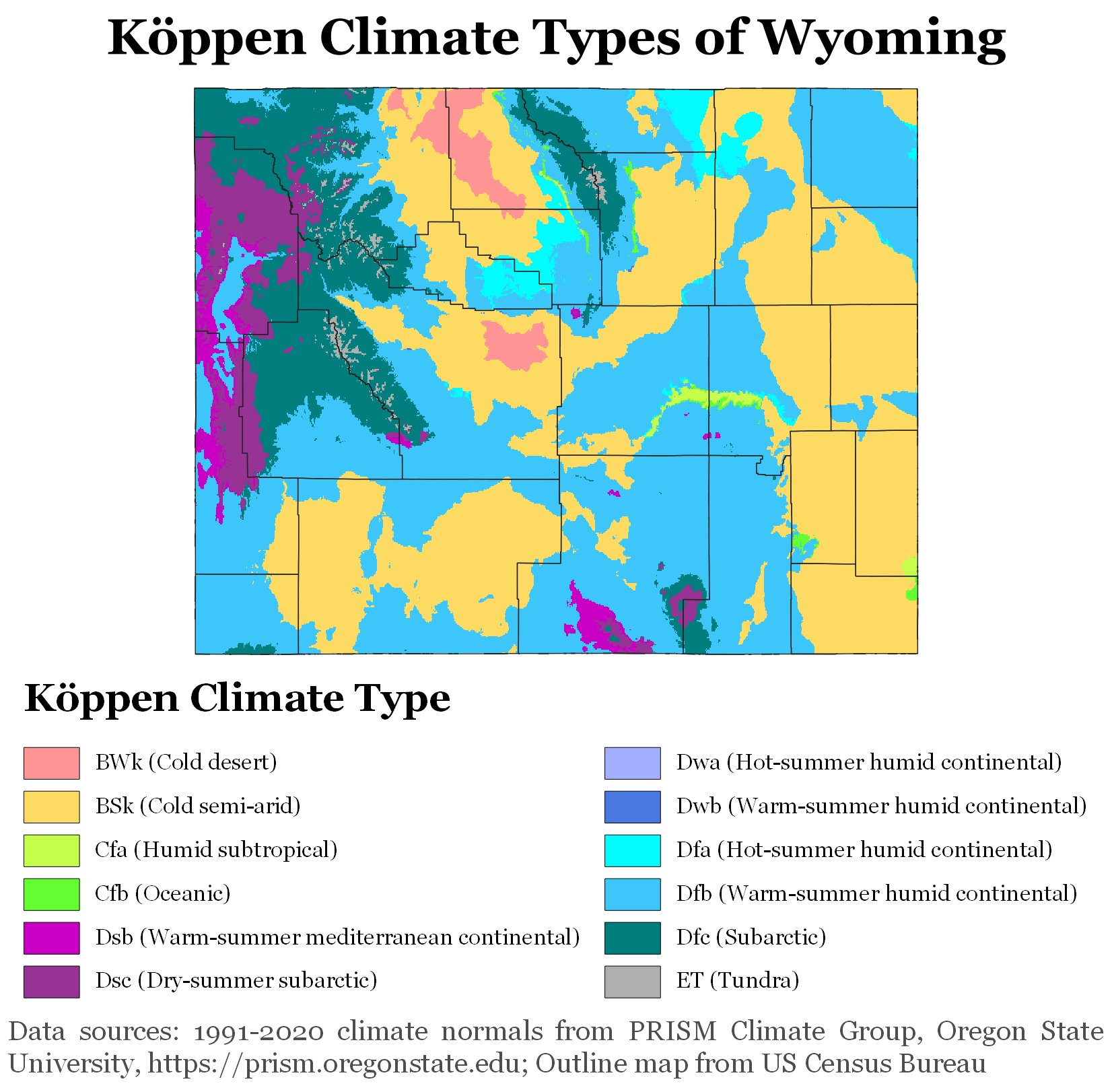
Классификация климатов Кёппена в Вайоминге с использованием климатологических норм 1991—2020 годов.

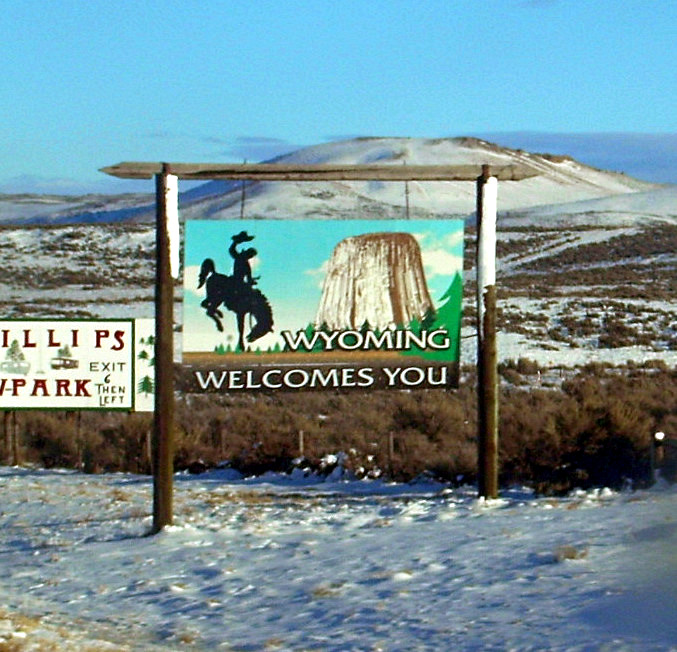
На I-80, покидая Юту

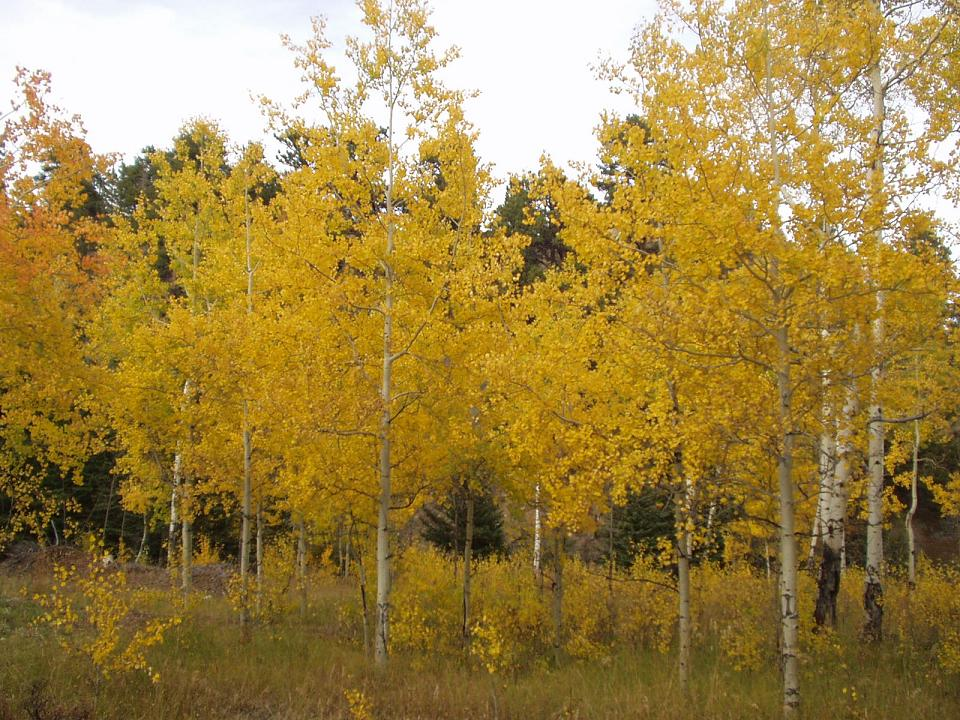
Осень в Бигхорн-Маунтинс

Климат Вайоминга в целом семиаридный и континентальный (классификация климата Кёппена BSk), и он более сухой и ветреный по сравнению с большей частью Соединенных Штатов, с большими экстремальными температурами. Во многом это связано с топографией штата. Лето в Вайоминге тёплое, средняя температура июля составляет от 80 до 90 °F (от 27 до 32 °C) в большей части штата. Однако с увеличением высоты эта средняя температура быстро падает, и в местах выше 9000 футов (2700 м) средняя температура составляет около 70 °F (21 °C). Летние ночи по всему штату характеризуются быстрым похолоданием, даже в самых жарких местах средняя температура ночью составляет 50–60 °F (10–16 °C). В большей части штата большая часть осадков выпадает в конце весны и начале лета. Зимы холодные, но переменчивые: периоды иногда экстремально холодных дней перемежаются с относительно мягкими периодами, а ветры шинук обеспечивают необычно высокую температуру в некоторых местах.
Вайоминг — сухой штат, на большей части территории которого выпадает менее 10 дюймов (250 мм) осадков в год. Количество осадков зависит от высоты над уровнем моря, в более низких районах Бигхорн-Бейсин в среднем выпадает 5–8 дюймов (130–200 мм), что делает эту область почти настоящей пустыней. В более низких районах на севере и на восточных равнинах обычно выпадает в среднем около 10–12 дюймов (250–300 мм), что делает климат там полузасушливым. Некоторые горные районы получают хорошее количество осадков, 20 дюймов (510 мм) или более, большая часть из которых в виде снега, иногда 200 дюймов (510 см) или более в год. Самая высокая зарегистрированная температура в штате составила 114 °F (46 °C) в Бейсине 12 июля 1900 года, а самая низкая зарегистрированная температура составила −66 °F (−54 °C) в Риверсайде 9 февраля 1933 года.
Количество дней с грозами различается по штату, причем юго-восточные равнины штата имеют наибольшее количество дней с грозовой активностью. Грозовая активность в штате самая высокая в конце весны и начале лета. Юго-восточный угол штата является наиболее уязвимой частью штата к торнадо. Двигаясь от этой точки на запад, частота торнадо резко падает, а западная часть штата демонстрирует малую уязвимость. Торнадо, там, где они случаются, как правило, небольшие и кратковременные, в отличие от некоторых из тех, что случаются дальше на восток. Самый разрушительный торнадо, произошедший в Вайоминге, произошел 16 июля 1979 года в Шайенне и привёл к одной смерти и 40 ранениям.

### Климатические данные
| Климат Каспера: Средние максимальные и минимальные температуры, средние осадки. | Климат Каспера: Средние максимальные и минимальные температуры, средние осадки. | Климат Каспера: Средние максимальные и минимальные температуры, средние осадки. | Климат Каспера: Средние максимальные и минимальные температуры, средние осадки. | Климат Каспера: Средние максимальные и минимальные температуры, средние осадки. | Климат Каспера: Средние максимальные и минимальные температуры, средние осадки. | Климат Каспера: Средние максимальные и минимальные температуры, средние осадки. | Климат Каспера: Средние максимальные и минимальные температуры, средние осадки. | Климат Каспера: Средние максимальные и минимальные температуры, средние осадки. | Климат Каспера: Средние максимальные и минимальные температуры, средние осадки. | Климат Каспера: Средние максимальные и минимальные температуры, средние осадки. | Климат Каспера: Средние максимальные и минимальные температуры, средние осадки. | Климат Каспера: Средние максимальные и минимальные температуры, средние осадки. | Климат Каспера: Средние максимальные и минимальные температуры, средние осадки. |
| Месяц                                                                           | Янв                                                                             | Фев                                                                             | Мар                                                                             | Апр                                                                             | Май                                                                             | Июн                                                                             | Июл                                                                             | Авг                                                                             | Сен                                                                             | Окт                                                                             | Ноя                                                                             | Дек                                                                             | Год                                                                             |
| ------------------------------------------------------------------------------- | ------------------------------------------------------------------------------- | ------------------------------------------------------------------------------- | ------------------------------------------------------------------------------- | ------------------------------------------------------------------------------- | ------------------------------------------------------------------------------- | ------------------------------------------------------------------------------- | ------------------------------------------------------------------------------- | ------------------------------------------------------------------------------- | ------------------------------------------------------------------------------- | ------------------------------------------------------------------------------- | ------------------------------------------------------------------------------- | ------------------------------------------------------------------------------- | ------------------------------------------------------------------------------- |
| Средняя максимальная температура °F (°C)                                        | 32 (0)                                                                          | 37 (3)                                                                          | 45 (7)                                                                          | 56 (13)                                                                         | 66 (19)                                                                         | 78 (26)                                                                         | 87 (31)                                                                         | 85 (29)                                                                         | 74 (23)                                                                         | 60 (16)                                                                         | 44 (7)                                                                          | 34 (1)                                                                          | 58 (14)                                                                         |
| Средняя мин. температура °F (°C)                                                | 12 (−11)                                                                        | 16 (−9)                                                                         | 21 (−6)                                                                         | 28 (−2)                                                                         | 37 (3)                                                                          | 46 (8)                                                                          | 54 (12)                                                                         | 51 (11)                                                                         | 41 (5)                                                                          | 32 (0)                                                                          | 21 (−6)                                                                         | 14 (−10)                                                                        | 31 (-1)                                                                         |
| Средние осадки дюймы (мм)                                                       | 0.6 (15.2)                                                                      | 0.6 (15.2)                                                                      | 1.0 (25.4)                                                                      | 1.6 (40.6)                                                                      | 2.1 (53.3)                                                                      | 1.5 (38.1)                                                                      | 1.3 (33.0)                                                                      | 0.7 (17.8)                                                                      | 0.9 (22.9)                                                                      | 1.0 (25.4)                                                                      | 0.8 (20.3)                                                                      | 0.7 (17.8)                                                                      | 12.8 (325.1)                                                                    |
| Источник:                                                                       |                                                                                 |                                                                                 |                                                                                 |                                                                                 |                                                                                 |                                                                                 |                                                                                 |                                                                                 |                                                                                 |                                                                                 |                                                                                 |                                                                                 |                                                                                 |

| Климат Джексона: Средние максимальные и минимальные температуры, средние осадки. | Климат Джексона: Средние максимальные и минимальные температуры, средние осадки. | Климат Джексона: Средние максимальные и минимальные температуры, средние осадки. | Климат Джексона: Средние максимальные и минимальные температуры, средние осадки. | Климат Джексона: Средние максимальные и минимальные температуры, средние осадки. | Климат Джексона: Средние максимальные и минимальные температуры, средние осадки. | Климат Джексона: Средние максимальные и минимальные температуры, средние осадки. | Климат Джексона: Средние максимальные и минимальные температуры, средние осадки. | Климат Джексона: Средние максимальные и минимальные температуры, средние осадки. | Климат Джексона: Средние максимальные и минимальные температуры, средние осадки. | Климат Джексона: Средние максимальные и минимальные температуры, средние осадки. | Климат Джексона: Средние максимальные и минимальные температуры, средние осадки. | Климат Джексона: Средние максимальные и минимальные температуры, средние осадки. | Климат Джексона: Средние максимальные и минимальные температуры, средние осадки. |
| Месяц                                                                            | Янв                                                                              | Фев                                                                              | Мар                                                                              | Апр                                                                              | Май                                                                              | Июн                                                                              | Июл                                                                              | Авг                                                                              | Сен                                                                              | Окт                                                                              | Ноя                                                                              | Дек                                                                              | Год                                                                              |
| -------------------------------------------------------------------------------- | -------------------------------------------------------------------------------- | -------------------------------------------------------------------------------- | -------------------------------------------------------------------------------- | -------------------------------------------------------------------------------- | -------------------------------------------------------------------------------- | -------------------------------------------------------------------------------- | -------------------------------------------------------------------------------- | -------------------------------------------------------------------------------- | -------------------------------------------------------------------------------- | -------------------------------------------------------------------------------- | -------------------------------------------------------------------------------- | -------------------------------------------------------------------------------- | -------------------------------------------------------------------------------- |
| Средняя макс. температура °F (°C)                                                | 24 (−4)                                                                          | 28 (−2)                                                                          | 37 (3)                                                                           | 47 (8)                                                                           | 58 (14)                                                                          | 68 (20)                                                                          | 78 (26)                                                                          | 77 (25)                                                                          | 67 (19)                                                                          | 54 (12)                                                                          | 37 (3)                                                                           | 24 (−4)                                                                          | 49 (9)                                                                           |
| Средняя мин. температура °F (°C)                                                 | -1 (−18)                                                                         | 2 (−17)                                                                          | 10 (−12)                                                                         | 21 (−6)                                                                          | 30 (−1)                                                                          | 36 (2)                                                                           | 41 (5)                                                                           | 38 (3)                                                                           | 31 (−1)                                                                          | 22 (−6)                                                                          | 14 (−10)                                                                         | 0 (−18)                                                                          | 20 (-7)                                                                          |
| Средние осадки дюймы (мм)                                                        | 2.6 (66.0)                                                                       | 1.9 (48.3)                                                                       | 1.6 (40.6)                                                                       | 1.4 (35.6)                                                                       | 1.9 (48.3)                                                                       | 1.8 (45.7)                                                                       | 1.3 (33.0)                                                                       | 1.3 (33.0)                                                                       | 1.5 (38.1)                                                                       | 1.3 (33.0)                                                                       | 2.3 (58.4)                                                                       | 2.5 (63.5)                                                                       | 21.4 (543.6)                                                                     |
| Источник:                                                                        |                                                                                  |                                                                                  |                                                                                  |                                                                                  |                                                                                  |                                                                                  |                                                                                  |                                                                                  |                                                                                  |                                                                                  |                                                                                  |                                                                                  |                                                                                  |

## Местоположение и размер
Как указано в законодательстве о Территории Вайоминга, границы Вайоминга проходят по линиям широты 41° и 45° с. ш. и долготы 104°3' з. д. и 111°3' з. д. (27 и 34 к западу от меридиана Вашингтона), образуя геодезический четырехугольник (за исключением северной и южной границ, представляющих собой параллели, которые не являются геодезическими). Вайоминг — один из трёх штатов (другие — Колорадо и Юта), границы которых определяются только «прямыми» линиями. Из-за неточностей геодезии в XIX веке юридическая граница Вайоминга отклоняется от истинных линий широты и долготы на расстояние до полумили (0,80 км) в некоторых местах, особенно в горном районе вдоль 45-й параллели. Вайоминг граничит на севере с Монтаной, на востоке с Южной Дакотой и Небраской, на юге с Колорадо, на юго-западе с Ютой и на западе с Айдахо. Это десятый по величине штат в Соединённых Штатах по общей площади, включающий 97 814 миль² (253 340 км²) и состоящий из 23 округов. От северной границы до южной границы — 276 миль (444 км); а от восточной до западной границы — 365 миль (587 км) на её южном конце и 342 мили (550 км) на северном конце.

## Естественные формы рельефа

### Горные хребты

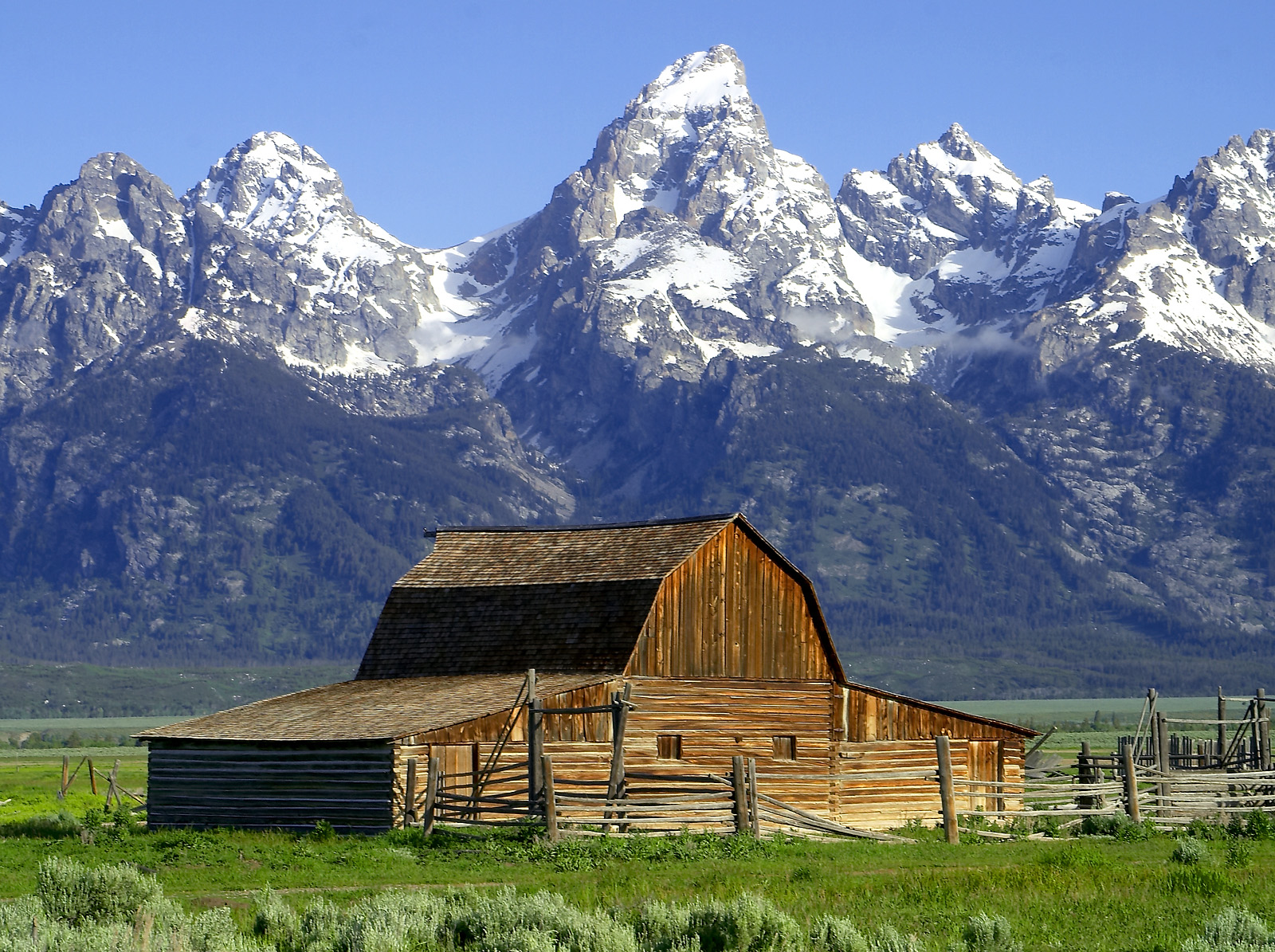
Горный хребет Титон

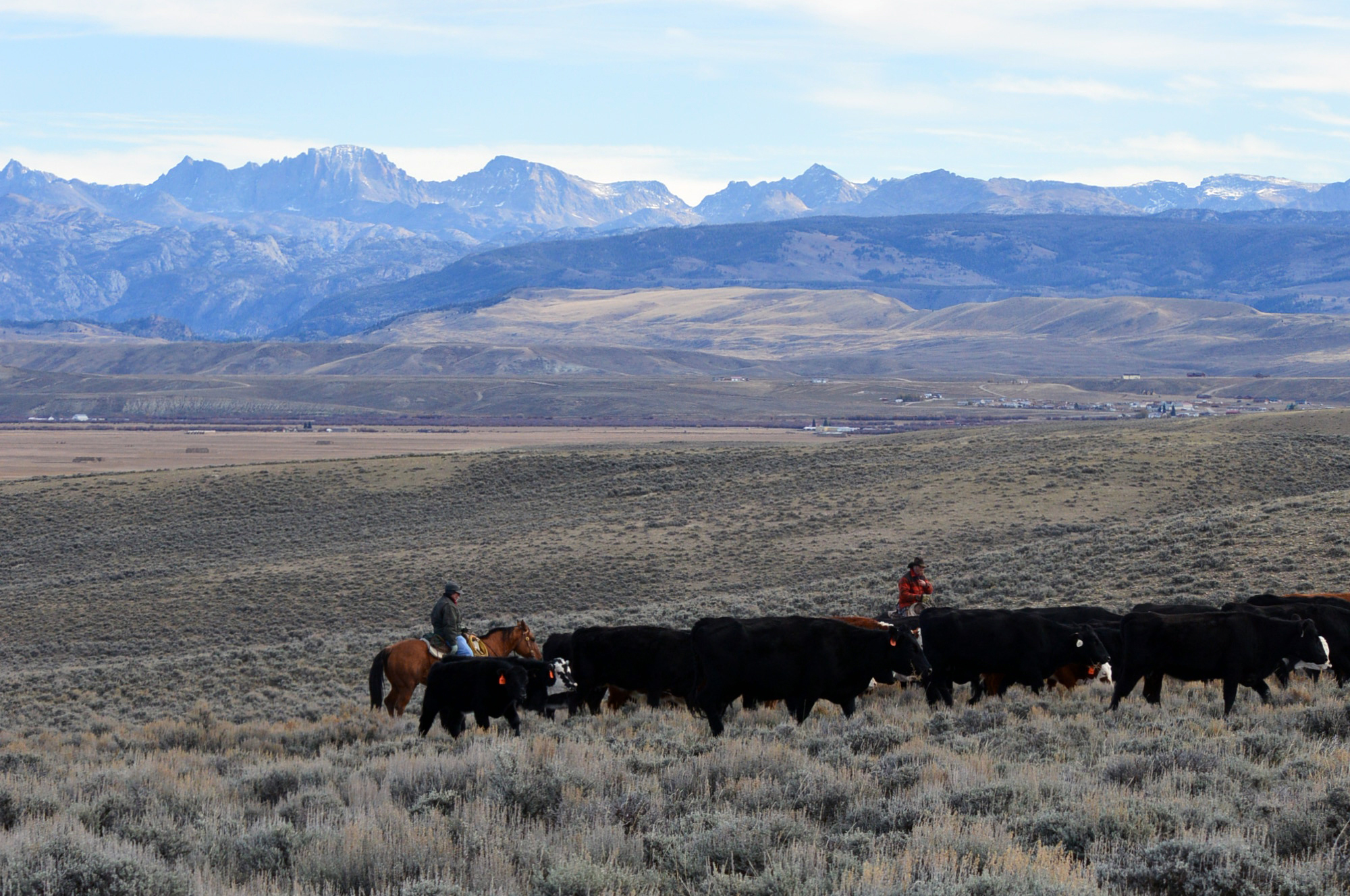
Долина реки Грин-Ривер

Великие равнины встречаются со Скалистыми горами в Вайоминге. Штат представляет собой большое плато, разбитое множеством горных хребтов. Высоты поверхности варьируются от вершины пика Ганнетт в горном хребте Уинд-Ривер на высоте 13 804 футов (4 207 м) до долины реки Белл-Фурш в северо-восточном углу штата на высоте 3 125 футов (952 м). На северо-западе находятся хребты Абсарока, Оул-Крик, Грос-Вентр, Уинд-Ривер и Титон. В северо-центральном регионе находятся горы Бигхорн; на северо-востоке — Блэк-Хилс; а в южном регионе — хребты Ларами, Медисин-Боу и Сьерра-Мадре.
Хребет Медисин-Боу в южно-центральной части штата является продолжением Скалистых гор Колорадо как по геологии, так и по внешнему виду. Хребет Уинд-Ривер в западно-центральной части штата является удалённым и включает в себя более 40 горных вершин высотой более 13 000 футов (4 000 м) в дополнение к пику Ганнетт, самой высокой вершине в штате. Хребет Бигхорн в северо-центральной части несколько изолирован от основной массы Скалистых гор.
Хребет Титон на северо-западе простирается на 50 миль (80 км), часть из которых входит в Национальный парк Гранд-Титон. Парк включает Гранд-Титон, вторую по высоте вершину в штате.
Американский континентальный водораздел простирается с севера на юг через центральную часть штата. Реки к востоку от водораздела впадают в бассейн реки Миссури и в конечном итоге в Мексиканский залив. Это реки Норт-Платт, Уинд, Бигхорн и Йеллоустон. Река Снейк на северо-западе Вайоминга в конечном итоге впадает в реку Колумбия и Тихий океан, как и река Грин-Ривер через бассейн реки Колорадо.
Континентальный водораздел разветвляется в южно-центральной части штата в районе, известном как Грейт-Дивайд-Бейсин, где вода, которая выпадает на него или впадает в него, не может достичь океана — она вся впитывается в почву и в конечном итоге испаряется.
Несколько рек берут начало или протекают по территории штата, в том числе река Йеллоустон, река Бигхорн, река Грин-Ривер и река Снейк.

### Впадины
Большая часть Вайоминга покрыта большими впадинами, содержащими различные экорегионы, от кустарниковых зарослей до небольших участков пустыни. Регионы штата, классифицируемые как впадины, содержат всё, от крупных геологических образований до песчаных дюн и обширных незаселённых пространств. Ландшафты впадин, как правило, находятся на более низких высотах и включают холмы, долины, столовые горы, террасы и другие пересечённые местности, но также включают естественные источники, а также реки и искусственные водоёмы. В них есть общие виды растений, такие как различные подвиды полыни, можжевельника и трав, таких как житняк, но впадины известны своим разнообразием видов растений и животных.

### Острова
В Вайоминге 32 острова с названиями; большинство из них находятся в озёрах Джексон и Йеллоустон, в Йеллоустонском национальном парке в северо-западной части штата. На реке Грин-Ривер на юго-западе также есть несколько островов.

## Регионы и административное деление

### Округа
В штате Вайоминг 23 округа. Когда Вайоминг стал штатом в 1890 году, их было тринадцать, и с тех пор было создано еще десять.
|    | Округ     | Население |                   | Округ             | Население |
| -- | --------- | --------- | ----------------- | ----------------- | --------- |
| 1  | Ларами    | 98,327    | 13                | Конверс           | 13,809    |
| 2  | Натрона   | 79,547    | 14                | Гошен             | 13,378    |
| 3  | Кэмпбелл  | 46,242    | 15                | Биг-Хорн          | 11,906    |
| 4  | Суитуотер | 43,534    | 16                | Сублетт           | 9,799     |
| 5  | Фримонт   | 39,803    | 17                | Платт             | 8,562     |
| 6  | Олбани    | 38,332    | 18                | Джонсон           | 8,476     |
| 7  | Шеридан   | 30,210    | 19                | Уошаки            | 8,064     |
| 8  | Парк      | 29,568    | 20                | Крук              | 7,410     |
| 9  | Титон     | 23,265    | 21                | Уэстон            | 6,927     |
| 10 | Юинта     | 20,495    | 22                | Хот-Спрингс       | 4,696     |
| 11 | Линкольн  | 19,265    | 23                | Найобрэра         | 2,397     |
| 12 | Карбон    | 15,303    | Всего в Вайоминге | Всего в Вайоминге | 579,315   |

На номерных знаках Вайоминга слева указан номер, указывающий округ, в котором зарегистрировано транспортное средство, ранжированный по более ранней переписи. В частности, эти цифры отражают стоимость недвижимости в округах в 1930 году Префиксы автомобильных номеров в округах:
| Префикс автомобильного номера | Округ     | Префикс автомобильного номера | Округ       | Префикс автомобильного номера | Округ    |
| ----------------------------- | --------- | ----------------------------- | ----------- | ----------------------------- | -------- |
| 1                             | Натрона   | 9                             | Биг-Хорн    | 17                            | Кэмпбелл |
| 2                             | Ларами    | 10                            | Фримонт     | 18                            | Крук     |
| 3                             | Шеридан   | 11                            | Парк        | 19                            | Юинта    |
| 4                             | Суитуотер | 12                            | Линкольн    | 20                            | Уошаки   |
| 5                             | Олбани    | 13                            | Конверс     | 21                            | Уэстон   |
| 6                             | Карбон    | 14                            | Найобрэра   | 22                            | Титон    |
| 7                             | Гошен     | 15                            | Хот-Спрингс | 23                            | Сублетт  |
| 8                             | Платт     | 16                            | Джонсон     |                               |          |

### Города

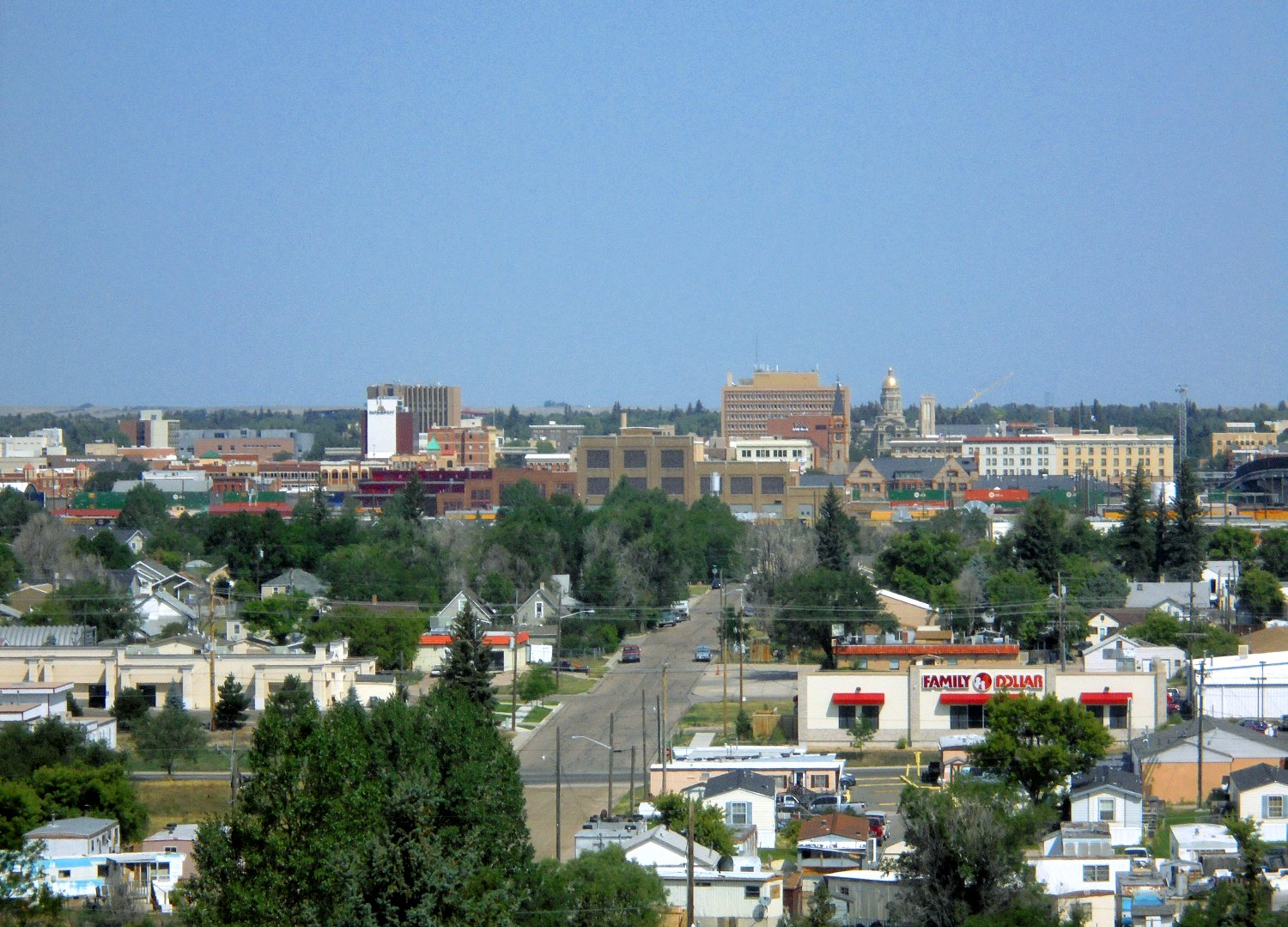
Шайенн (Вайоминг)

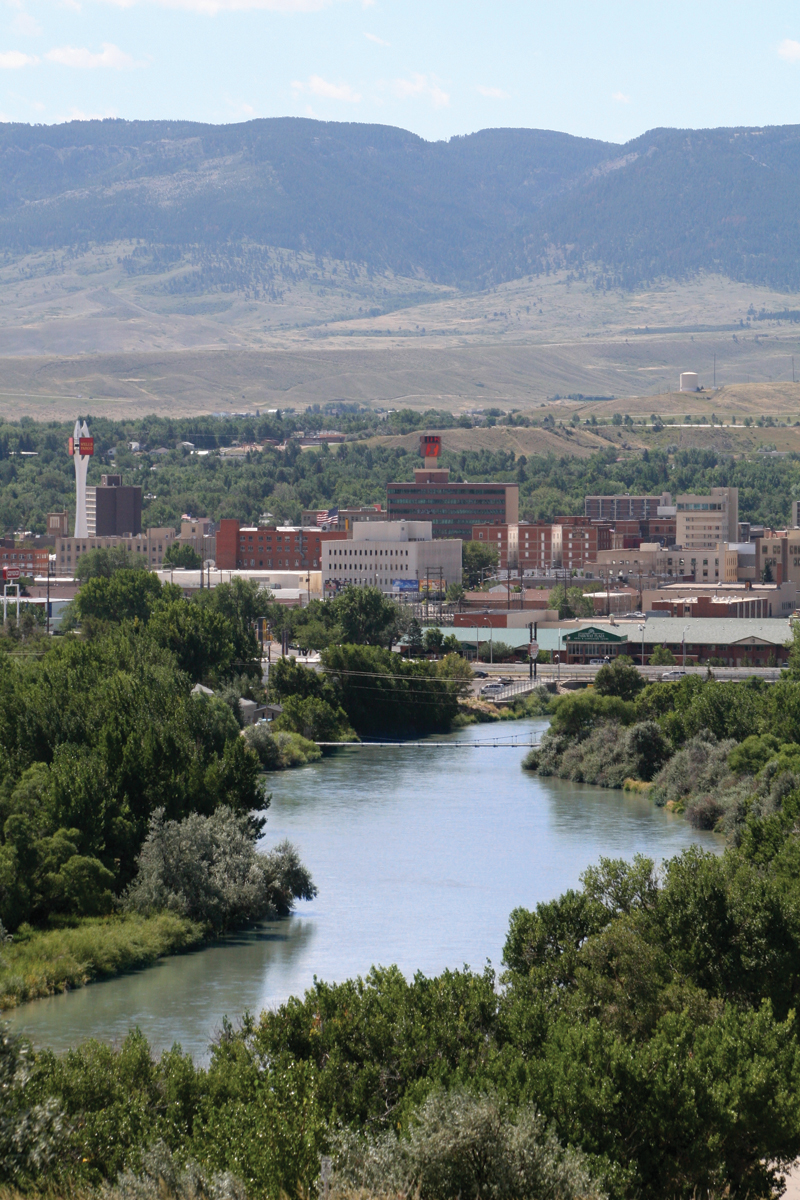
Каспер (Вайоминг)

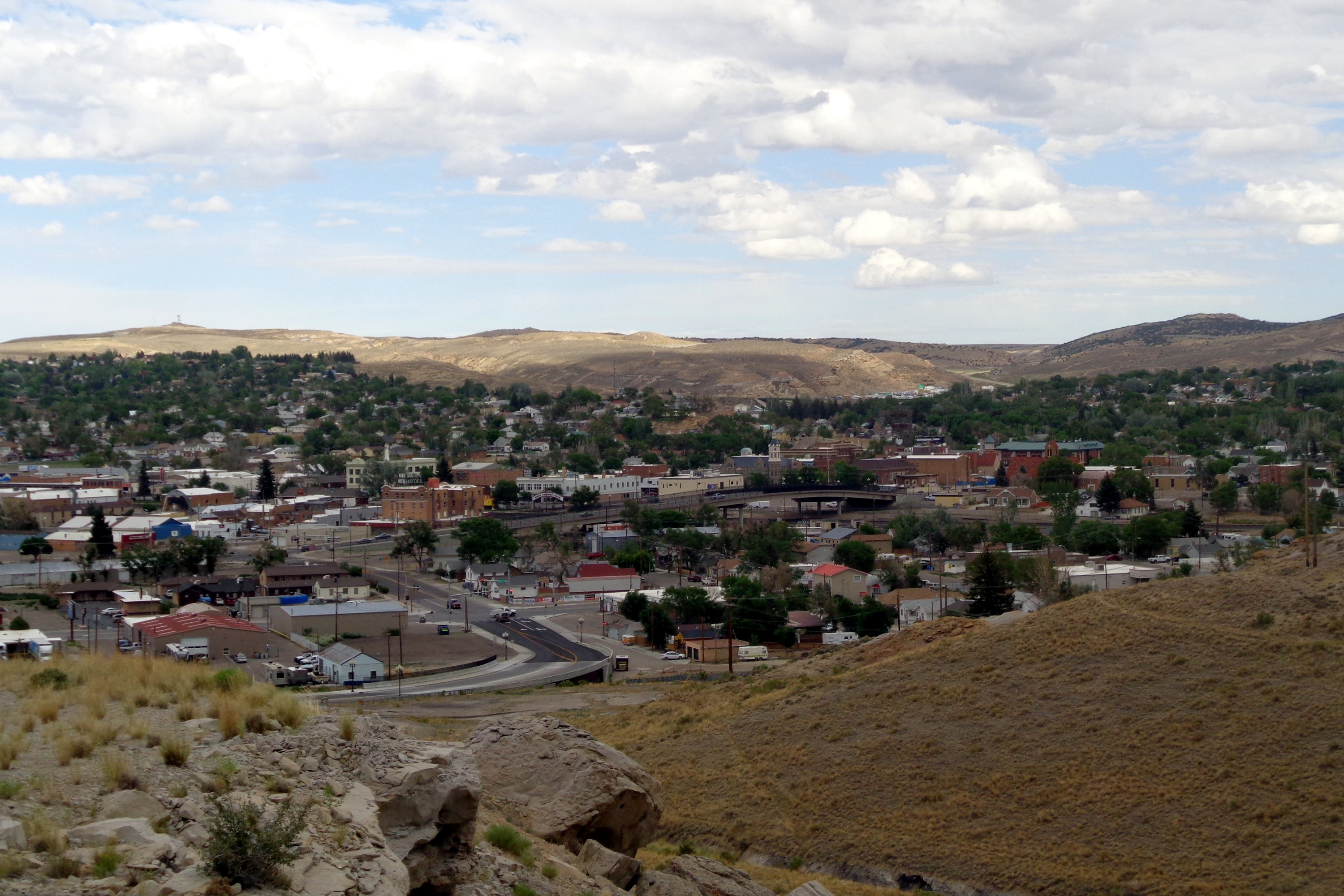
Рок-Спрингс (Вайоминг)

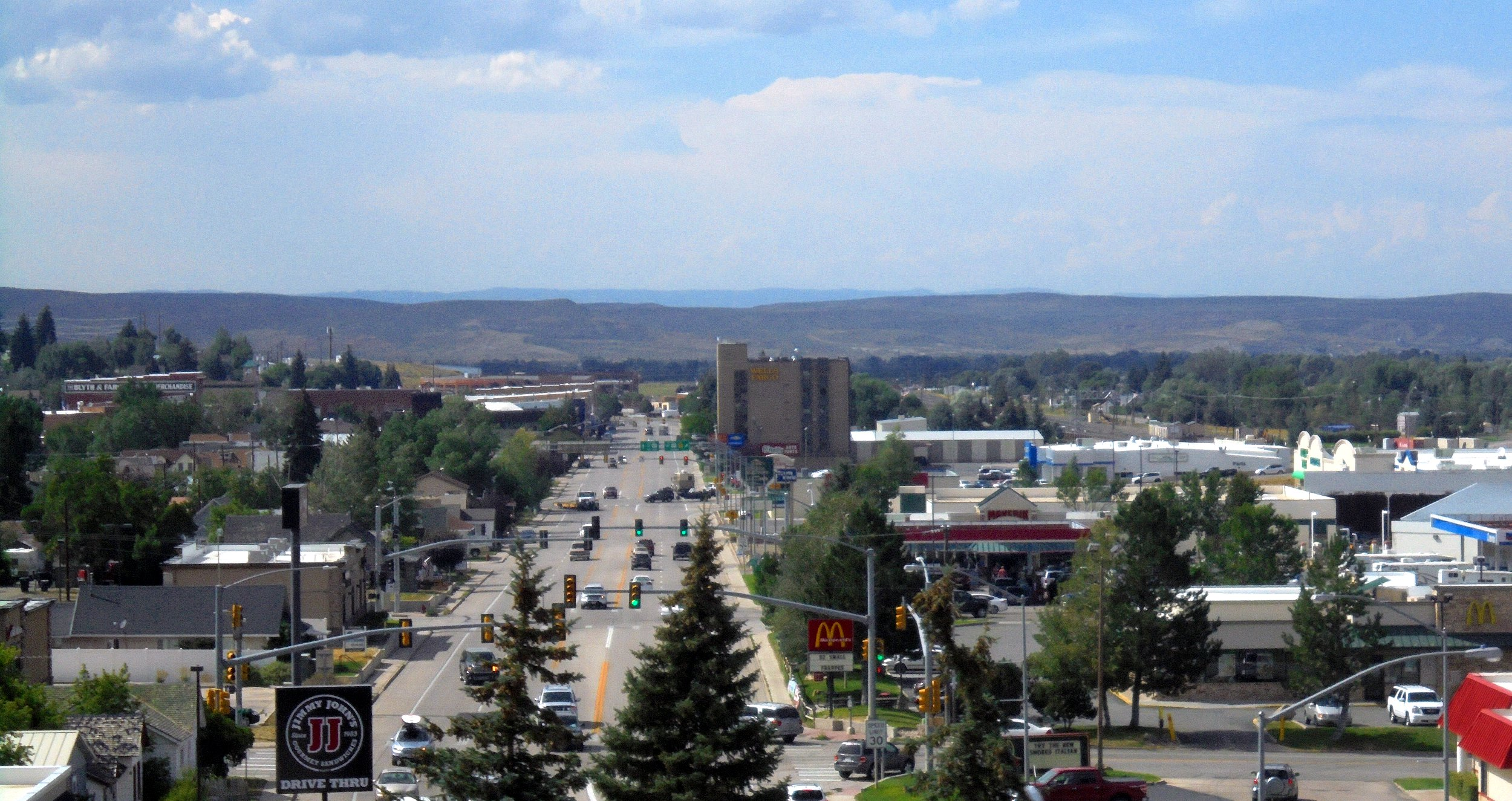
Эванстон (Вайоминг)

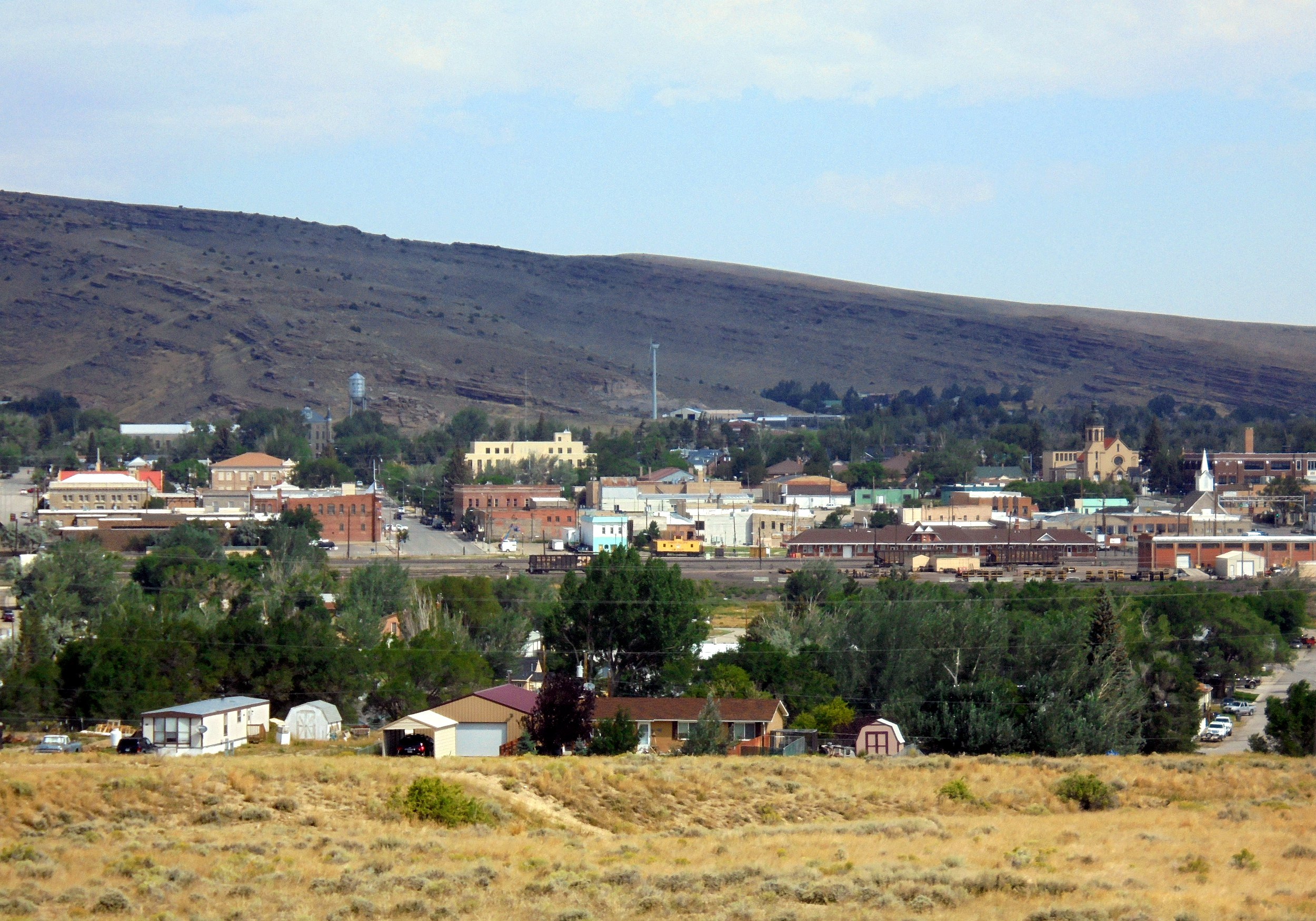
Ролинс (Вайоминг)

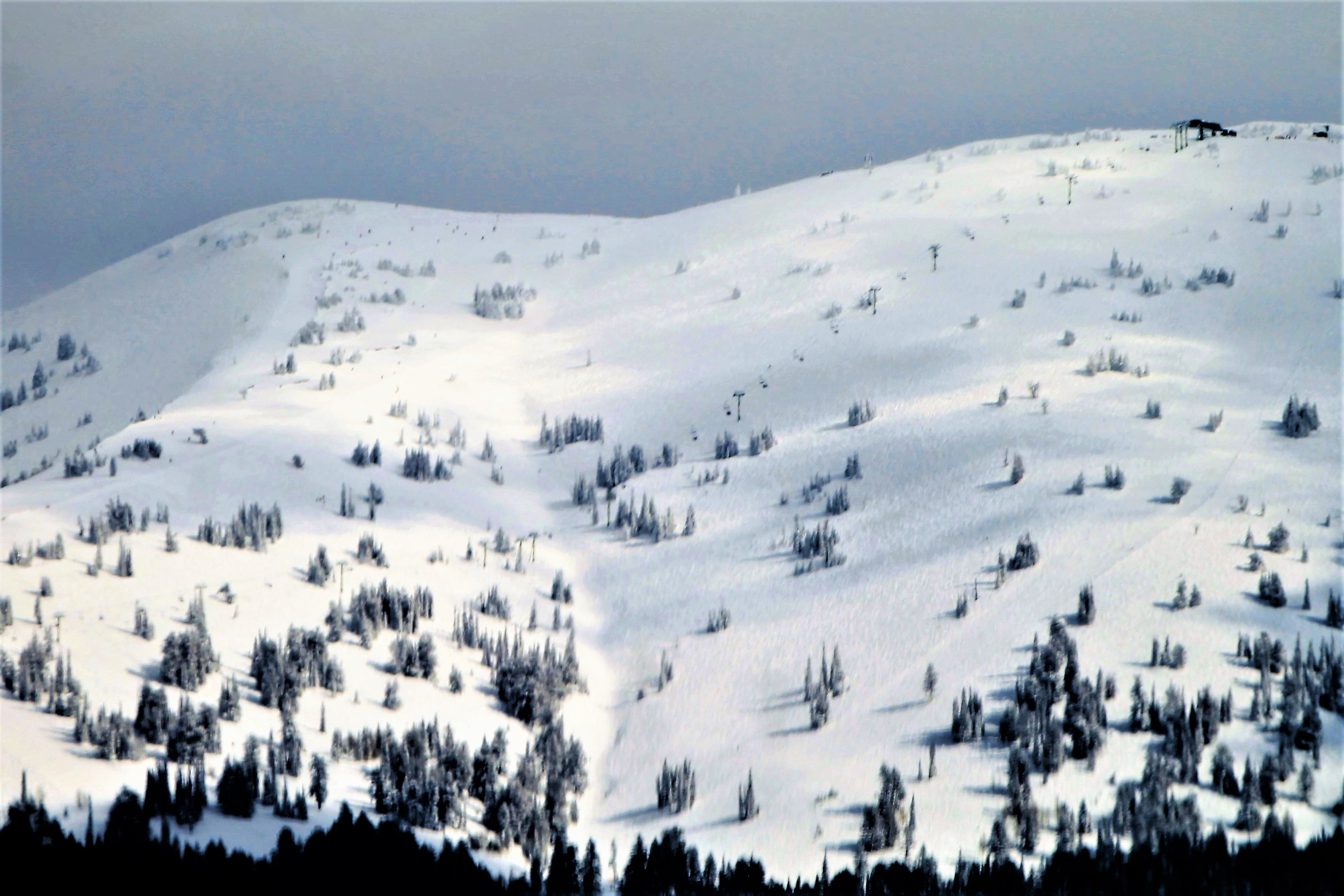
В Вайоминге есть 12 лыжных курортов, включая Гранд-Тарги и Джексон-Хоул.

В штате Вайоминг 99 инкорпорированных муниципалитетов.
|    | Город       | Округ     | Население |
| -- | ----------- | --------- | --------- |
| 1  | Шайенн      | Ларами    | 63,957    |
| 2  | Каспер      | Натрона   | 57,461    |
| 3  | Ларами      | Олбани    | 32,473    |
| 4  | Джиллетт    | Кэмпбелл  | 31,903    |
| 5  | Рок-Спрингс | Суитуотер | 23,082    |
| 6  | Шеридан     | Шеридан   | 17,849    |
| 7  | Грин-Ривер  | Суитуотер | 11,978    |
| 8  | Эванстон    | Юинта     | 11,704    |
| 9  | Ривертон    | Фримонт   | 10,996    |
| 10 | Джэксон     | Титон     | 10,429    |
| 11 | Коди        | Парк      | 9,828     |
| 12 | Ролинс      | Карбон    | 8,658     |
| 13 | Ландер      | Фримонт   | 7,503     |
| 14 | Торрингтон  | Гошен     | 6,701     |
| 15 | Пауэлл      | Парк      | 6,310     |
| 16 | Дуглас      | Конверс   | 6,273     |

В 2005 году 50,6% жителей Вайоминга проживали в одном из 13 самых густонаселённых муниципалитетов Вайоминга.

### Метрополитенские ареалы
Бюро переписи населения США определило два Метрополитенских статистических ареала (MSA) и семь Микрополитенских статистических ареалов (MiSA) для штата Вайоминг. В 2008 году 30,4% жителей Вайоминга проживали в одном из Метрополитенских статистических ареалах, а 73% проживали либо в Метрополитенском статистическом ареале, либо в Микрополитенском статистическом ареале.
| Ареал переписи населения | Округ            | Население |
| ------------------------ | ---------------- | --------- |
| Шайенн                   | Ларами           | 98,976    |
| Каспер                   | Натрона          | 79,115    |
| Джиллетт                 | Кэмпбелл         | 46,140    |
| Рок-Спрингс              | Суитуотер        | 43,051    |
| Ривертон                 | Фримонт          | 39,531    |
| Ларами                   | Олбани           | 38,601    |
| Джэксон                  | Титон (Вайоминг) | 23,081    |
| Джэксон                  | Титон (Айдахо)   | 11,640    |
| Джэксон                  | Всего            | 34,721    |
| Шеридан                  | Шеридан          | 30,233    |
| Эванстон                 | Юинта            | 20,299    |